# Digital Spy
Digital Spy ist eine 1999 gegründete britische Website, welche sich hauptsächlich mit neuen Medien beschäftigt.
Die Seite fokussiert sich auf Nachrichten und Kritiken aus der Unterhaltungsbranche, wie Kinofilme, Musik, Fernsehen und der Showwelt.
Als sie gegründet wurde, war ihr Name noch digiNEWS, bevor sie 2001 mit Digital Spy Ltd. fusionierte. Im September 2016 hat digitalspy.co.uk einen globalen Alexa-Rank von 8681, in Großbritannien ist man auf Platz 383. Laut eigenen Angaben hat Digital Spy über 120.000.000 Websites und im Monat durchschnittlich 20 Millionen Besucher. Zusätzlich zu digitalspy.co.uk gibt es noch kleinere Seiten Digital Spys: digitalspy.com (für die Vereinigten Staaten), digitalspy.com.au (für Australien) und digitalspy.com.nz (für Neuseeland), welche allerdings niedrigere Besucherzahlen haben. Am 9. April 2008 wurde bekanntgegeben, dass die Website von Hachette Filipacchi Médias übernommen wurde, einer Tochtergesellschaft der Groupe Lagardère.
Am 1. August 2011, wurde die Seite in das Eigentum von Hearst Magazines UK verkauft.
Neben den Artikeln wird seit März 2000 auch ein Diskussionsforum betrieben, an dem auch namhafte Produktionsgesellschaften mitschreiben und informieren.
(u. a. Top Up TV, Joost, BSkyB, Goodmans und der CEO von Amstrad Lord Alan Sugar)

## Geschichte

### digiNEWS und ONfaq
Anfang Januar 1999, startete Iain Chapman die digiNEWS Webseite, in welcher Neuigkeiten, Gerüchte und Informationen rund um das über Satellit ausgestrahlte Programm von Sky Digital veröffentlicht wurden. Zur selben Zeit brachte Chris Butcher eine Webseite online mit dem Namen ONfaq, auf welcher ähnliche Meldungen und News angeboten wurden, hier aber mit Schwerpunkten rund um den Sender ONdigital. Beide Webseiten waren sehr erfolgreich und beliebt.
Wenige Wochen später erkannten Chapman und Butcher die Vorteile einer Verschmelzung der beiden Plattformen unter dem neuen Namen digiNEWS Network.
Dies erfolgte am 28. Februar 1999. Die jeweiligen Webseiten wurden angeglichen und die Marke und Marke digiNEWS Network erschien auf jeder dieser Seiten.

### Expansion und Namensänderung
Weitere Plattformen schlossen sich an: Chris Norris’ cablenews:uk (mit Schwerpunkten auf NTL und TeleWest cable services), Mark Hughes’ DVDNews (Neue DVDs und Beurteilungen) und Neil Wilkes’ TV:uk (News und Klatsch aus der Fernsehlandschaft).
Das Netzwerk wuchs, war aber nicht ausreichend eng miteinander vernetzt und wurde auch auf teils privaten Webspace gehostet. Unter fachkundiger Beratung wurden nun die einzelnen Plattformen unter einem Portal vereint. Es war wichtig für die neue Plattform im Netz unter einer leicht erkennbaren Adresse gut erreichbar zu sein, so wurde die Domainendung .com präferiert, aber die Adresse diginews.com war leider schon vergeben. Da aber die Top-Level-Domain .com weiterhin wichtig blieb, änderte man daher den Namen der gesamten Webseite auf Digital Spy, wofür es dann auch die .com-Endung gab.

### Digital Spy
Das neue Digital Spy Forum ging am 1. März 2000 online. Eingesetzt wurde zunächst die Forensoftware UBB, heute jedoch vBulletin.
Das neue Digital Spy Newsportal wurde am 19. Mai 2001 eröffnet, betrieben durch ein angepasstes CMS mit Namen RAMS (Remote Article Management System).
Im November 2015 engagierte Digital Spy den ehemaligen Chefredakteur des Heat Magazins (gehört zur Bauer Media Group) Julian Linley.
Er verpasste der Seite ein neues Aussehen und die neue Website ging alsbald online.